# Hemsleya chinensis
Hemsleya chinensis là một loài thực vật có hoa trong họ Cucurbitaceae. Loài này được Cogn. ex F.B. Forbes & Hemsl. mô tả khoa học đầu tiên năm 1888.